# Emine Seçkin
Emine Seçkin (* 20. März 1980 in Aksaray, Provinz Aksaray) ist eine türkische Badmintonspielerin. Sie ist infolge einer Erkrankung im Alter von zwei Jahren körperbehindert und startet im Parabadminton in der Startklasse WH2 im Einzel, Doppel und Mixed.

## Sportliche Laufbahn
Seçkin betrieb zunächst Rollstuhlbasketball und kam 2010 zum Parabadminton. Im selben Jahr nahm sie erstmals an einem internationalen Titelturnier teil, der Badminton-Europameisterschaft für Behinderte 2010 im schweizerischen Filzbach. Trotz des schlechten Abschneidens als letzte des Wettbewerbs startete Seçkin im folgenden Jahr bei der Badminton-Weltmeisterschaft für Behinderte 2011 in Guatemala-Stadt und gewann Bronzemedaillen im Einzel und im Mixed mit dem Engländer Gobi Ranganathan. 2012 errang sie bei der EM in Dortmund zwei Silbermedaillen, im Einzel und im Mixed mit Avni Kertmen. Ein Jahr später holte sie bei der WM, ebenfalls in Dortmund, im Einzelfinale gegen den Südkoreaner Lee Sun-ae Silber. Im Mixed trat sie wieder mit Avni Kertmen an und unterlag im Finale dem Duo Kim Kyung-hoon und Lee Sun-ae. Im Einzel-Finale der Parabadminton-EM 2014 in Murcia konnte Seçkin nach einem Sieg über Narin Uluç ihren ersten Titelgewinn feiern. Im Doppel unterlag sie im Halbfinale Valeska Knoblauch und Elke Rongen. Auch im Mixed reichte es nur für Bronze, sie unterlag, wiederum mit Avni Kertmen, dem englisch-schweizerischen Duo Martin Rooke und Karin Suter-Erath. Bei der Weltmeisterschaft 2015 in Stoke Mandeville kam Seçkin nur im Einzel in die Medaillenränge. Sie unterlag im Halbfinale der späteren thailändischen Weltmeisterin Amnouy Wetwithan.
Die Badminton-Europameisterschaft für Behinderte 2016 im niederländischen Beek brachte Seçkin zwei Goldmedaillen. Im Einzel-Finale bezwang sie Narin Uluç und im Doppel schlug sie an der Seite von Karin Suter-Erath das deutsche Duo Valeska Knoblauch und Elke Rongen. Im Mixed wiederholte sich ihre Halbfinalniederlage von 2014 mit Kertmen gegen Rooke und Suter-Erath. Bei der Badminton-Europameisterschaft für Behinderte 2018 in Rodez konnte Seçkin im Einzelfinale durch einen Sieg über Narin Uluç den Titel gewinnen. Mit ihrer belgischen Doppelpartnerin Man-Kei To unterlag sie im Doppel-Finale dem Schweizer Duo Cynthia Mathez und Karin Suter-Erath, und mit dem Russen Konstantin Afinogenow verlor sie im Mixed gegen die Israelis Amir Levi und Nina Gorodetzky. Bei den Sommer-Paralympics 2020 in Tokio gewann sie Bronze im Dameneinzel der WH2. 2022 gewann sie zwei Mal Silber bei den Weltmeisterschaften an gleicher Stelle.
Seçkin arbeitet im öffentlichen Dienst. Sie ist verheiratet und lebt mit ihrer Familie mit zwei Kindern in Konya.